# Soneto con eco
El soneto con eco es una sofisticada variante del soneto que fue utilizada durante el barroco, por autores como Lope de Vega y Paola Rodríguez, entre otros. Se caracteriza porque la última palabra de cada verso es la repetición (eco) del final de la palabra inmediatamente anterior:

## Ejemplo
SONETO DIFÍCIL (Francisco de Quevedo)
Es el amor, según abrasa, brasa;

es nieve a veces puro hielo, hielo;

es a quien yo pedir consuelo suelo,

y saco poco de su escasa casa.

Es un ardor que a quien traspasa, pasa;

y como a veces yo paselo, selo;

es un pleito do no hay apelo, pelo;

es del demonio que le amasa, masa.

Tirano a quien el Cielo inspira ira;

un ardor que si no se mata, mata;

gozo, primero que cumplido, ido;

flechero que al que se retira, tira;

cadena fuerte que aun de plata, ata;

y mal que a muchos ha tejido nido.

- Datos: Q6132170